# Основна стена (геологија)
Основна стена (енгл. bedrock) је термин у геологији који означава матичну консолидовану стену која се налази испод површине Земље. У српском језику се још користи и термин бедрок, који је преузет из енглеског језика од речи bed=подлога, основа, фундамент, и речи rock=стена. Изнад основне стене се обично налази неконсолидована стенска маса која је испуцала и/или хемијски измењена. 